# Лядські ворота

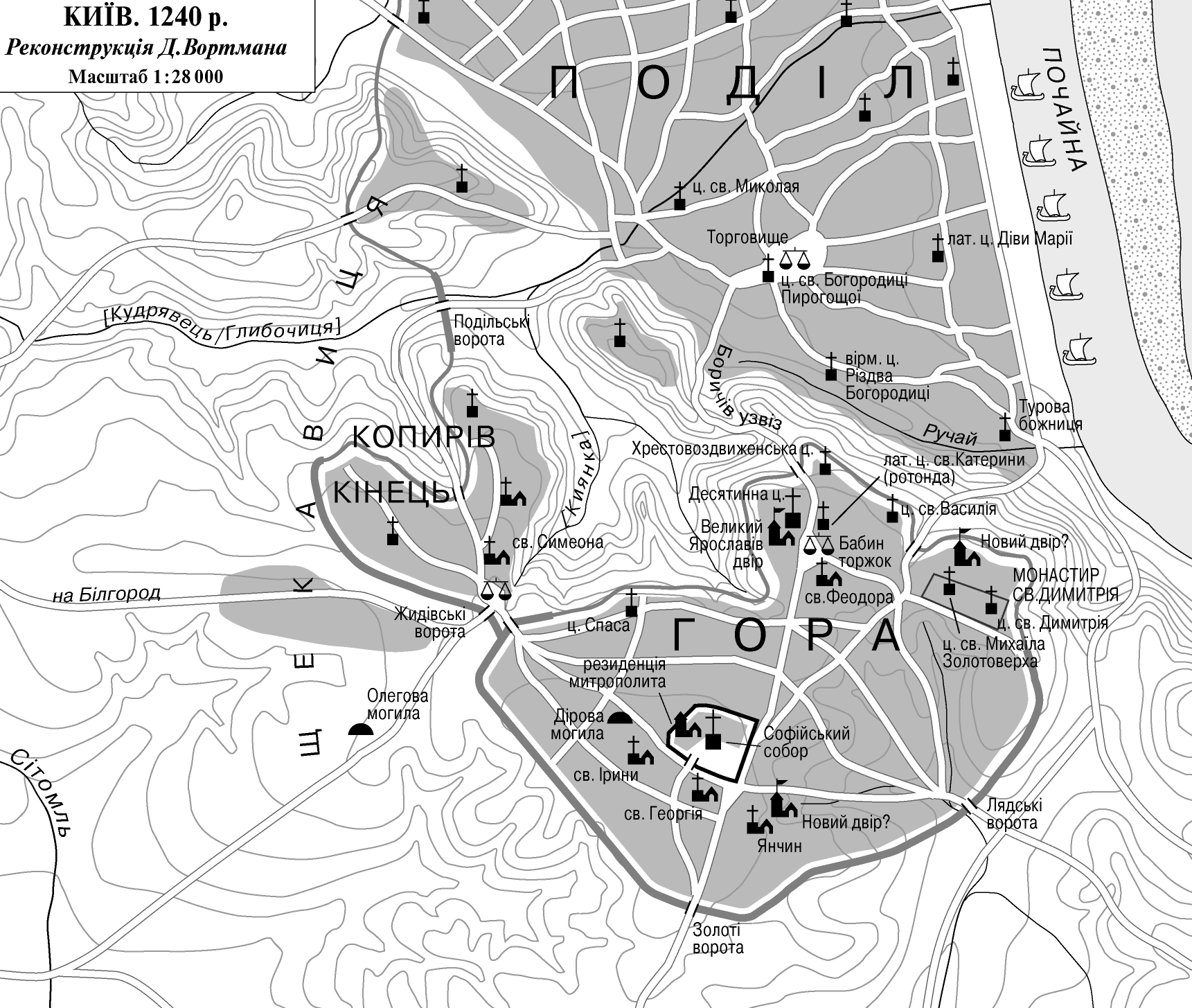
Лядські ворота в системі укріплень Стародавнього Києва (унизу праворуч, підписані), реконструкція на 1240 рік.

Ля́дські воро́та — давньоруська брама у Києві, що містилась в районі сучасного майдану Незалежності.
Згадуються в Повісті врем'яних літ під 1151 роком («Борис у Лядьских ворот» — Іпатський літопис). Лядська брама була південним укріпленням Києва.
Через Лядську браму проходив шлях до околиць Києва — Клову, Печерська, Видубичів. Лядська брама була зруйнована під час штурму Києва татаро-монгольськими ордами хана Батия 1240 року.

## Етимологія назви
Зв'язок назви брами з польськими купцями, які мешкали неподалік, підтверджується одночасним існуванням у Києві Жидовської брами.